# Robin Williams
Robin McLaurin Williams, född 21 juli 1951 i Chicago i Illinois, död 11 augusti 2014 i Tiburon i Kalifornien, var en amerikansk skådespelare, ståuppkomiker, filmproducent och manusförfattare.
Williams blev känd för sin roll som utomjordningen Mork i TV-serien Mork & Mindy (1978–1982), och skapade en framgångsrik karriär inom ståuppkomik och som skådespelare. En annan mycket känd roll har han i filmen Döda poeters sällskap där han spelar en lärare på en privatskola i delstaten Vermont i USA.

## Biografi

### Karriär

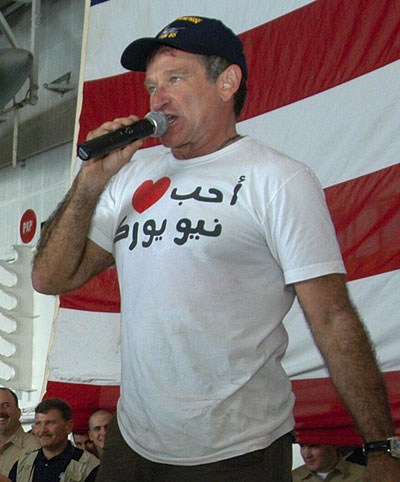
Williams uppträder ombord på USS Enterprise i december 2003.

Williams gjorde sitt första större framträdande 1977 i en gästroll i komediserien Gänget och jag, en roll som blev så uppskattad att han snart fick sin egen serie, Mork & Mindy 1978 som också blev hans stora genombrott.
Hans filmkarriär inkluderar kritikerrosade filmer som Garp och hans värld (1982), Good Morning, Vietnam (1987), Döda poeters sällskap (1989), Uppvaknanden (1990), Fisher King (1991) och Will Hunting (1997), samt kommersiella framgångar som Karl-Alfred (1980), Hook (1991), Aladdin (1992), Välkommen Mrs. Doubtfire (1993), Jumanji (1995), The Birdcage – lånta fjädrar (1996), Natt på museet (2006) och Happy Feet (2006). Williams syntes också i musikvideon "Don't Worry, Be Happy" av Bobby McFerrin.
Williams nominerades till en Oscar för bästa manliga huvudroll tre gånger. För sin skådespelarprestation i Will Hunting, där han spelade tillsammans med Stellan Skarsgård, hedrades han med en Oscar för bästa manliga biroll. 
Han vann också två Emmy Awards, fyra Golden Globe Awards, två Screen Actors Guild Awards och fem Grammy Awards.

### Privatliv

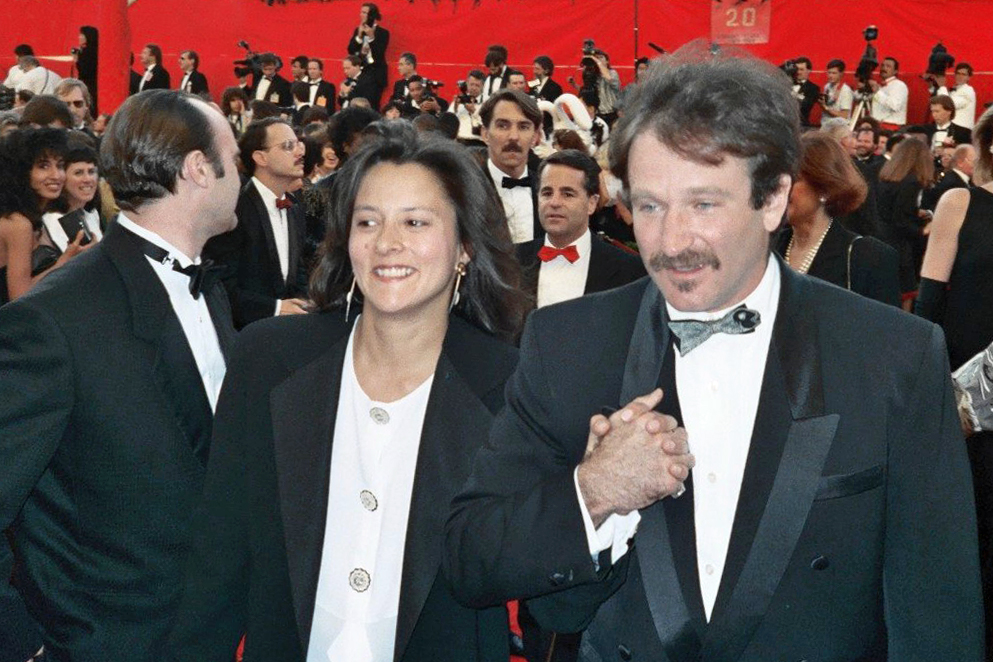
Robin Williams med dåvarande hustrun Marsha Williams på Oscarsgalan 1989.

Han var gift 1978–1988 med Valeri Valardi, 1989–2008 med filmproducenten Marsha Garces och från 2011 med grafiska formgivaren Susan Schneider. I första äktenskapet fick han sonen Zachary och i det andra fick han barnen Zelda och Cody. Han var intresserad av TV-spel och namngav sin dotter efter prinsessan Zelda i The Legend of Zelda. Båda medverkade i en reklamfilm för Nintendo. Williams brukade spela bordsrollspel och online-spelen Warcraft III, Day of Defeat, Half-Life och Battlefield 2. Han var ett stort fan av spelserien Wizardry Williams spelade även onlinespelet World of Warcraft som utvecklats av Blizzard Entertainment.
Robin Williams var nära vän med skådespelaren John Belushi och träffade honom ett par timmar innan denne dog av en överdos. Händelsen påverkade Williams hårt. Själv led han av alkohol- och drogmissbruk i hela sitt vuxna liv. I 20 år var han nykter och drogfri men vistades på behandlingshem 2006 och 2014. Han led även av depressioner.

### Död
Den 11 augusti 2014 hittades Robin Williams död i sitt hem i Kalifornien efter att ha begått självmord genom hängning. Han blev 63 år gammal. Williams hade lidit av en svår depression och tidiga stadier av Lewykroppsdemens kort före sin död, en typ av demenssjukdom som ofta leder till Parkinsonsmotoriska symtom, depression och hallucinationer. Hans kropp kremerades och askan spreds i San Francisco Bay.

## Eftermäle
Asteroiden 12820 Robinwilliams är uppkallad efter honom.

## Filmografi

### Filmer
| År   | Titel                                          | Roll                                              | Noter |
| ---- | ---------------------------------------------- | ------------------------------------------------- | --- |
| 1977 | Can I Do It 'Till I Need Glasses?              | Sig själv                                         | |
| 1980 | Karl-Alfred                                    | Karl-Alfred                                       | |
| 1982 | Garp och hans värld                            | T.S. Garp                                         | |
| 1983 | Träna för livet                                | Donald Quinelle                                   | |
| 1984 | En ryss i New York                             | Vladimir Ivanov                                   | Nominerad – Golden Globe Award för bästa manliga huvudroll – musikal eller komedi |
| 1986 | Fånga dagen                                    | Tommy Wilhelm                                     | |
| 1986 | Charterresan                                   | Jack Moniker                                      | |
| 1986 | The Best of Times                              | Jack Dundee                                       | |
| 1987 | Good Morning, Vietnam                          | Adrian Cronauer                                   | Golden Globe Award för bästa manliga huvudroll – musikal eller komedi Nominerad – Oscar för bästa manliga huvudroll Nominerad – BAFTA Award for Best Actor in a Leading Role Nominerad – American Comedy Award for Funniest Actor in a Motion Picture (Leading Role) Nominerad – Sant Jordi Award for Best Foreign Actor                                  |
| 1988 | Baron Münchausens äventyr                      | King of the Moon                                  | Krediterad som Ray D. Tutto Nominerad – American Comedy Award for Funniest Supporting Actor in a Motion Picture |
| 1988 | Portrait of a White Marriage                   | Air conditioning salesman                         | Okrediterad |
| 1988 | Rabbit Ears: Pecos Bill                        | Berättaren                                        | Röstroll |
| 1989 | Döda poeters sällskap                          | John Keating                                      | Nominerad – Oscar för bästa manliga huvudroll Nominerad – BAFTA Award for Best Actor in a Leading Role Nominerad – David di Donatello Award for Best Foreign Actor Nominerad – Golden Globe Award för bästa manliga huvudroll – drama |
| 1989 | I'm from Hollywood                             | Sig själv                                         | |
| 1990 | Cadillac Man                                   | Joey O'Brien                                      | |
| 1990 | Uppvaknanden                                   | Dr. Malcolm Sayer                                 | National Board of Review Award for Best Actor (ihop med Robert De Niro) Nominerad – Chicago Film Critics Association Award for Best Actor Nominerad – Golden Globe Award för bästa manliga huvudroll – drama |
| 1990 | Back to Neverland                              | Sig själv                                         | |
| 1991 | Död på nytt                                    | Doctor Cozy Carlisle                              | |
| 1991 | Fisher King                                    | Henry "Parry" Sagan                               | Golden Globe Award för bästa manliga huvudroll – musikal eller komedi Nominerad – Oscar för bästa manliga huvudroll Nominerad – American Comedy Award for Funniest Actor in a Motion Picture (Leading Role) Nominerad – Saturn Award for Best Actor |
| 1991 | Hook                                           | Peter Banning/Peter Pan                           | |
| 1991 | Rabbit Ears: The Fool and the Flying Ship      | Berättaren                                        | Röstroll |
| 1992 | Toys                                           | Leslie Zevo                                       | Nominerad – Saturn Award for Best Actor |
| 1992 | Aladdin                                        | Anden / Köpmannen                                 | Röstroll Saturn Award for Best Supporting Actor Special Golden Globe Award MTV Movie Award for Best Comedic Performance |
| 1992 | The Timekeeper                                 | The Timekeeper                                    | Röstroll Circle-Vision 360° Film. |
| 1992 | Fern Gully - Den sista regnskogen              | Batty Koda                                        | Röstroll |
| 1992 | Shakes the Clown                               | Mime class instructor                             | |
| 1993 | Välkommen Mrs. Doubtfire                       | Daniel Hillard / Mrs. Euphegenia Doubtfire        | American Comedy Award for Funniest Actor in a Motion Picture (Leading Role) Blimp Award for Favorite Movie Actor Golden Globe Award för bästa manliga huvudroll – musikal eller komedi MTV Movie Award for Best Comedic Performance Nominerad – MTV Movie Award for Best Male Performance                                                                 |
| 1994 | Being Human                                    | Hector                                            | |
| 1994 | In Search of Dr. Seuss                         | Father                                            | |
| 1995 | Jumanji                                        | Alan Parrish                                      | Nominerad – Blimp Award for Favorite Movie Actor Nominerad – Saturn Award for Best Actor |
| 1995 | High Heels                                     | John Jacob Jingleheimer Schmidt                   | Okrediterad |
| 1995 | Nio månader                                    | Dr. Kosevich                                      | Nominerad – American Comedy Award for Funniest Supporting Actor in a Motion Picture |
| 1996 | Aladdin och rövarnas konung                    | Anden                                             | Röstroll |
| 1996 | Hamlet                                         | Osric                                             | |
| 1996 | The Secret Agent                               | The Professor                                     | |
| 1996 | Jack                                           | Jack Powell                                       | Nominerad – Blimp Award for Favorite Movie Actor |
| 1996 | The Birdcage - lånta fjädrar                   | Armand Goldman                                    | Screen Actors Guild Award for Outstanding Performance by a Cast in a Motion Picture Nominerad – MTV Movie Award for Best Comedic Performance Nominerad – MTV Movie Award for Best On-Screen Duo (delad med Nathan Lane) |
| 1997 | Will Hunting                                   | Sean Maguire                                      | Oscar för bästa manliga biroll Screen Actors Guild Award for Outstanding Performance by a Male Actor in a Supporting Role Nominerad – Golden Globe Award för bästa manliga biroll Nominerad – Screen Actors Guild Award for Outstanding Performance by a Cast in a Motion Picture Nominerad – Satellite Award for Best Supporting Actor – Motion Picture  |
| 1997 | Flubber                                        | Professor Philip Brainard                         | Blockbuster Entertainment Award for Favorite Actor/Actress – Family Nominerad – Blimp Award for Favorite Movie Actor |
| 1997 | Harry bit för bit                              | Mel                                               | |
| 1997 | Två pappor för mycket                          | Dale Putley                                       | |
| 1998 | Patch Adams                                    | Hunter "Patch" Adams                              | Nominerad – American Comedy Award for Funniest Actor in a Motion Picture (Leading Role) Nominerad – Golden Globe Award för bästa manliga huvudroll – musikal eller komedi Nominerad – Satellite Award for Best Actor – Motion Picture Musical or Comedy                                                                                                   |
| 1998 | Junket Whore                                   | Sig själv                                         | |
| 1998 | Drömmarnas värld                               | Chris Nielsen                                     | |
| 1999 | 200-årsmannen                                  | Andrew Martin                                     | Nominerad – Blimp Award for Favorite Movie Actor Nominerad – Blockbuster Entertainment Award for Favorite Actor – Comedy Nominerad – Golden Raspberry Award for Worst Actor |
| 1999 | Jakob the Liar                                 | Jakob Heym / Berättaren                           | Nominerad – Golden Raspberry Award for Worst Actor |
| 1999 | Get Bruce                                      | Sig själv                                         | |
| 2000 | Love Out of Sync                               | Faremain                                          | |
| 2001 | A.I. – Artificiell Intelligens                 | Dr. Know                                          | Röstroll |
| 2002 | The Rutles 2: Can't Buy Me Lunch               | Hans Hänkie                                       | |
| 2002 | Insomnia                                       | Walter Finch                                      | Nominerad – Saturn Award for Best Supporting Actor |
| 2002 | Death to Smoochy                               | "Rainbow" Randolph Smiley                         | Nominerad – Golden Raspberry Award for Worst Supporting Actor |
| 2002 | One Hour Photo                                 | Seymour "Sy" Parrish                              | Fangoria Chainsaw Award for Best Leading Actor Saturn Award for Best Actor Nominerad – Broadcast Film Critics Association Award for Best Actor Nominerad – Dallas-Fort Worth Film Critics Association Award for Best Actor Nominerad – Online Film Critics Society Award for Best Actor Nominerad – Satellite Award for Best Actor – Motion Picture Drama |
| 2004 | Ängel i New York                               | Charlie Boyd                                      | Okrediterad |
| 2004 | House of D                                     | Pappass                                           | |
| 2004 | The Final Cut                                  | Alan W. Hakman                                    | |
| 2005 | The Big White                                  | Paul Barnell                                      | |
| 2005 | Robotar                                        | Fender                                            | Röstroll Nominerad – Blimp Award for Favorite Voice from an Animated Feature Nominerad – Visual Effects Society Award for Outstanding Performance by an Animated Character in an Animated Motion Picture |
| 2005 | The Aristocrats                                | Sig själv                                         | |
| 2006 | Man of the Year                                | Tom Dobbs                                         | |
| 2006 | Natt på museet                                 | Theodore Roosevelt                                | |
| 2006 | Happy Feet                                     | Ramon / Manfred                                   | Röstroll |
| 2006 | Allas hjälte                                   | Napoleon Cross                                    | Röstroll |
| 2006 | Familj på väg                                  | Bob Munro                                         | |
| 2006 | The Night Listener                             | Gabriel Noone                                     | |
| 2007 | Bröllopsprovet                                 | Reverend Frank                                    | |
| 2007 | August Rush                                    | Maxwell "Wizard" Wallace                          | |
| 2009 | Shrink - Fallet doktor Carter                  | Jack Holden                                       | |
| 2009 | World's Greatest Dad                           | Lance Clayton                                     | |
| 2009 | Natt på museet 2                               | Theodore Roosevelt                                | |
| 2009 | Old Dogs                                       | Dan Rayburn                                       | |
| 2011 | Happy Feet 2                                   | Ramon / Manfred                                   | Röstroll |
| 2011 | Stage Left: A Story of Theater in the Bay Area | Sig själv                                         | Dokumentär |
| 2013 | The Big Wedding                                | Father Monighan                                   | |
| 2013 | The Face of Love                               | Roger                                             | |
| 2013 | The Butler                                     | Dwight D. Eisenhower                              | |
| 2013 | The Zero Theorem                               | Church of Batman the Redeemer Billboard Spokesman | Okrediterad |
| 2014 | Boulevard                                      | Nolan Mack                                        | |
| 2014 | The Angriest Man in Brooklyn                   | Henry Altmann                                     | |
| 2014 | A Merry Friggin' Christmas                     | Mitch                                             | Postumt |
| 2014 | Natt på museet: Gravkammarens hemlighet        | Theodore Roosevelt                                | Postumt |
| 2015 | Absolutely Anything                            | Dennis the Dog                                    | Röstroll, postumt |

### TV
| År        | Titel                             | Roll                                                                                                 | Noter |
| --------- | --------------------------------- | --- | --- |
| 1977      | The Richard Pryor Show            | Man with bad arm John Brownstein Defense attorney Archeologist Shopper Titanic survivor Voice of gun | Manusförfattare |
| 1977      | Laugh-In                          | | |
| 1977      | Eight Is Enough                   | | Avsnitt: "The Return of Auntie V" |
| 1978      | Gänget och jag                    | Mork                                                                                                 | Avsnitt: "My Favorite Orkan" |
| 1978      | America 2-Night                   | Jason Shine                                                                                          | Avsnitt: "Jason Shine" och "Olfactory Distosis Telethon" |
| 1978–1982 | Mork & Mindy                      | Mork                                                                                                 | 92 avsnitt Golden Globe Award för bästa manliga huvudroll – musikal eller komedi (vann år 1979, nominerades år 1980) Nominerad – Primetime Emmy Award for Outstanding Lead Actor – Comedy Series |
| 1979      | Gänget och jag                    | Mork                                                                                                 | Avsnitt: "Mork Returns" |
| 1979      | Out of the Blue                   | | Avsnitt: "Random's Arrival" |
| 1981      | Saturday Night Live               | Sig själv                                                                                            | Host / Various characters |
| 1982      | The Billy Crystal Comedy Hour     | Sig själv                                                                                            | Avsnitt: #1.1 |
| 1982      | Faerie Tale Theatre               | Frog / Prince Robin                                                                                  | Avsnitt: "Tale of the Frog Prince" |
| 1982      | SCTV Network 90                   | Various characters                                                                                   | Avsnitt: "Jane Eyrehead" |
| 1984      | Saturday Night Live               | Sig själv                                                                                            | Värd / Olika karaktärer |
| 1984      | Pryor's Place                     | Gaby                                                                                                 | Avsnitt: "Sax Education" |
| 1986      | Saturday Night Live               | Sig själv                                                                                            | Värd / Olika karaktärer |
| 1986      | The Max Headroom Show             | Sig själv                                                                                            | Avsnitt: "Max Headroom's Giant Christmas Turkey" |
| 1988      | Saturday Night Live               | Sig själv                                                                                            | Värd / Olika karaktärer |
| 1988      | Wogan                             | Sig själv                                                                                            | |
| 1990      | The Earth Day Special             | Everyman                                                                                             | |
| 1991      | Wogan                             | Sig själv                                                                                            | |
| 1991      | A Wish For Wings That Work        | The Kiwi                                                                                             | Röstroll Krediterad som Sudy Nim |
| 1992      | The Larry Sanders Show            | Sig själv                                                                                            | Avsnitt: "Hank's Contract" |
| 1994      | Homicide: Life on the Streets     | Robert Ellison                                                                                       | Avsnitt: "Bop Gun" Nominerad – Primetime Emmy Award for Outstanding Guest Actor – Drama Series                                                                                                   |
| 1994      | Live & Kicking                    | Sig själv                                                                                            | |
| 1994      | The Larry Sanders Show            | Sig själv                                                                                            | Avsnitt: "Montana" |
| 1994      | Nyhetsmorgon                      | Sig själv                                                                                            | Avsnitt: "Filmen 'Mrs. Doubtfire' svensk premiär" |
| 1994      | In the Wild                       | Sig själv                                                                                            | Avsnitt: "In the Wild: Dolphins with Robin Williams" |
| 1995      | Primer Plano                      | Sig själv                                                                                            | |
| 1996      | American Masters                  | Sig själv                                                                                            | Avsnitt: "Take Two: Mike Nichols and Elaine May" |
| 1996      | Primer Plano                      | | |
| 1996      | HBO First Look                    | Sig själv                                                                                            | Avsnitt: "Fathers Day" |
| 1997      | Vänner                            | Tomas                                                                                                | Avsnitt: #3.24 "The One with the Ultimate Fighting Champion" Okrediterad |
| 1998      | Nyhetsmorgon                      | Sig själv / Sean Maguire                                                                             | Avsnitt: "Filmen Good Will Hunting" |
| 1998      | Hollywood Squares                 | Sig själv                                                                                            | |
| 1998      | Noel's House Party                | Sig själv                                                                                            | Avsnitt: #8.10 |
| 1999      | L.A. Doctors                      | Hugo Kinsley                                                                                         | Avsnitt: "Just Duet" |
| 2000      | Whose Line Is It Anyway?          | Sig själv                                                                                            | Avsnitt: #3.9 |
| 2002      | Comedy Central Canned Ham         | Sig själv                                                                                            | Avsnitt: "Death to Smoochy" |
| 2002      | Leute heute                       | Sig själv                                                                                            | |
| 2002      | Supermarket Sweep                 | Sig själv                                                                                            | |
| 2003      | Player$                           | Sig själv                                                                                            | Avsnitt: "E3 03, Playa" och "Players Halloweenie Televizzie" |
| 2003      | Freedom: A History of Us          | Josiah Quincy Ulysses S. Grant Missouri farmer Wilbur Wright Orville Wright                          | Avsnitt: "Wake Up America", "A War to End Slavery", "Liberty for All" och "Safe for Democracy"                                                                                                   |
| 2003      | Life With Bonnie                  | Kevin Powalski                                                                                       | Avsnitt: "Psychic" |
| 2004      | This Hour Has 22 Minutes          | Sig själv                                                                                            | |
| 2005      | Just For Laughs                   | Sig själv                                                                                            | |
| 2006      | Extreme Home Makeover             | Sig själv                                                                                            | |
| 2006      | Mind of Mencia                    | Sig själv                                                                                            | Avsnitt: "That's Fucking Historical" |
| 2006      | Getaway                           | Sig själv                                                                                            | Avsnitt: #15.15 |
| 2008      | American Idol                     | Ivan "Bob" Poppanoff the "Russian Idol" / Sig själv                                                  | Avsnitt: "Idol Gives Back" and "Live Results Show: One Contestant Eliminated" |
| 2008      | Law & Order: Special Victims Unit | Merritt Rook                                                                                         | Avsnitt: "Authority" Nominerad – Primetime Emmy Award for Outstanding Guest Actor – Drama Series                                                                                                 |
| 2009      | Svampbob Fyrkant                  | Sig själv                                                                                            | Avsnitt: "Truth or Square" |
| 2009      | TV Land Moguls                    | Sig själv                                                                                            | Avsnitt: "The 80s" |
| 2010      | Alan Carr Chatty Man              | Sig själv                                                                                            | |
| 2010      | Pentagon Channel reklam           | Sig själv                                                                                            | |
| 2011      | Curiosity                         | Sig själv                                                                                            | Avsnitt: "Your Body on Drugs" |
| 2012      | Wilfred                           | Dr Eddy / Sig själv                                                                                  | Avsnitt: "Progress" |
| 2012      | Louie                             | Sig själv                                                                                            | Avsnitt: "Barney/Never" |
| 2013–2014 | The Crazy Ones                    | Simon Roberts                                                                                        | 22 avsnitt Nominerad – Critics' Choice Television Award for Best Actor in a Comedy Series |